# CYP46A1
细胞色素 P450 46A1（英語：Cytochrome P450 46A1，缩写CYP46A1）也被称为胆固醇24-羟化酶（chilsterol 24-hydroxylase，EC 1.14.13.98），是细胞色素P450超家族的一员，由CYP46A1基因编码，是催化胆固醇生成羟基化生成脑甾醇（24S-羟基胆固醇）的酶。